# Castelnaudary
Castelnaudary is een gemeente in het Franse departement Aude (regio Occitanie). De gemeente telde 12.212 inwoners op 1 januari 2022. De plaats maakt deel uit van het arrondissement Carcassonne. In de gemeente ligt spoorwegstation Castelnaudary.
Het stadje is de zelfverklaarde wereldhoofdstad van de cassoulet, en huisvest de kazerne van het 4e Régiment étranger, het opleidingskamp van het Vreemdelingenlegioen van het Franse leger.

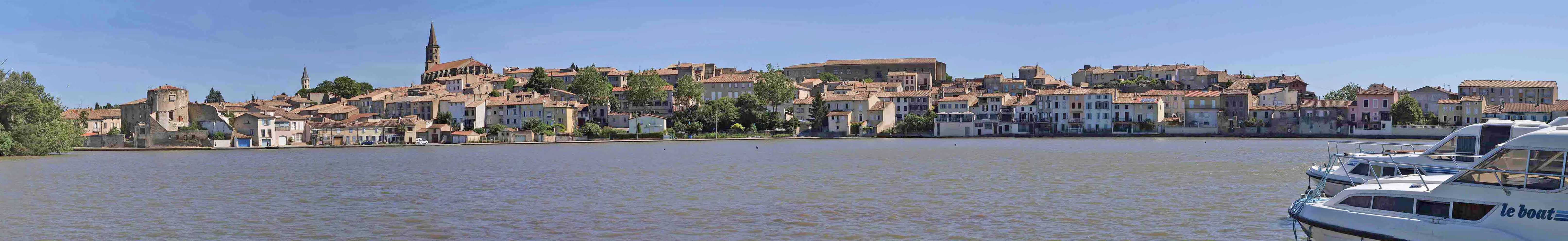
Gezicht op Castelnaudary en le grand bassin

## Geografie
De oppervlakte van Castelnaudary bedroeg op 1 januari 2022 47,72 vierkante kilometer; de bevolkingsdichtheid was toen 255,9 inwoners per km².
De gemeente ligt in de vlakte van de Lauragais. Het Canal du Midi en de autosnelweg A61 lopen door de gemeente.
De onderstaande kaart toont de ligging van Castelnaudary met de belangrijkste infrastructuur en aangrenzende gemeenten.

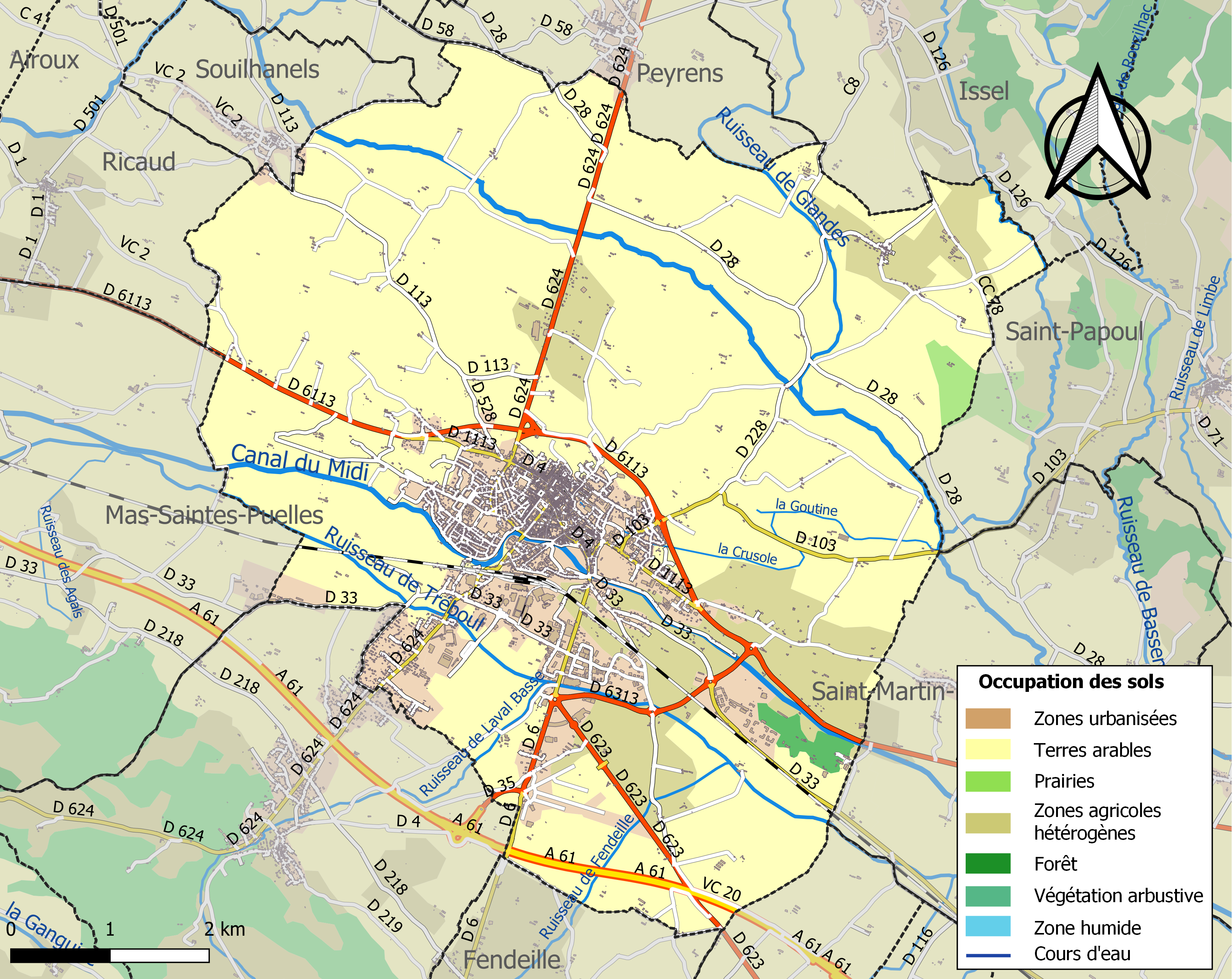

## Demografie
Onderstaande figuur toont het verloop van het inwonertal (bron: INSEE-tellingen).

Vanwege een beveiligingsprobleem met de MediaWiki Graph-software is het momenteel niet mogelijk deze grafiek weer te geven. Zodra de software is bijgewerkt zal de grafiek vanzelf weer zichtbaar worden.

## Geschiedenis
De plaats werd voor het eerst genoemd in 1118 en ontstond rond een feodaal kasteel. Tijdens het ancien régime was Castelnaudary de administratieve hoofdstad van het graafschap Lauragais dat zich uitstrekte over delen van de huidige departementen Aude, Haute-Garonne en Tarn. De zetel van het bisdom Saint-Papoul, gesticht in 1317, was de abdijkerk van Saint-Papoul. Maar de bisschoppen van Saint-Papoul verbleven veel in de stad Castelnaudary.
De stad kende oorlogsgeweld tijdens de Albigenzische Kruistochten. In 1211 werd ze veroverd door het kruisvaardersleger van Simon IV van Montfort en in 1221 werd ze heroverd door de graaf van Toulouse. Tijdens de Honderdjarige Oorlog werd Castelnaudary in 1355 ingenomen en geplunderd door het leger van de Engelse Zwarte Prins. Catherina de' Medici, de echtgenote van koning Hendrik II, werd gravin van Lauragais en zij liet Castelnaudary uitbouwen tot een administratief en gerechtelijk centrum, waar de hoge rechtbank het Présidial zetelde in het kasteel. In 1632 tijdens de opstand van La Fronde werd bij de stad een veldslag uitgevochten tussen een leger onder leiding van de gouverneur van Languedoc, Hendrik II van Montmorency, en een koninklijk leger.
Het Canal du Midi werd gebouwd tussen 1666 en 1681. In Castelnaudary kwam een groot waterbekken, le grand bassin, met een oppervlakte van 7 ha. In de 18e eeuw werden er veel windmolens gebouwd in de omgeving van de stad.
Na de Franse Revolutie werd Castelnaudary de onderprefectuur van een arrondissement, maar in 1926 verhuisde deze onderprefectuur naar Carcassonne. In 1976 werd het Vreemdelingenlegioen gekazerneerd in de stad.

## Cultuur en toerisme
In de voedingsindustrie van Castelnaudary wordt jaarlijks 75.000 ton cassoulet geproduceerd. Sinds 1999 wordt in Castelnaudary in augustus het Fête du Cassoulet gevierd, met tot 60.000 bezoekers. De cassoulet zou volgens de legende uitgevonden zijn door de inwoners van de belegerde stad Castelnaudary tijdens de Honderdjarige Oorlog.
Op het Canal du Midi is een jachthaven.
Het Musée du Lauragais is gevestigd op de plaats van het voormalige kasteel van de stad. Verdere bezienswaardigheden zijn:
- Kapittelkerk Saint-Michel, gotische kerk uit de 13e eeuw. In 1318 werd een kapittel gevormd en werd een klooster naast de kerk gebouwd.[5]
- Halle de Verdun
- Couvent des Carmes, voormalig klooster
- Hôtel Latapie, 17e-eeuws burgerpaleis

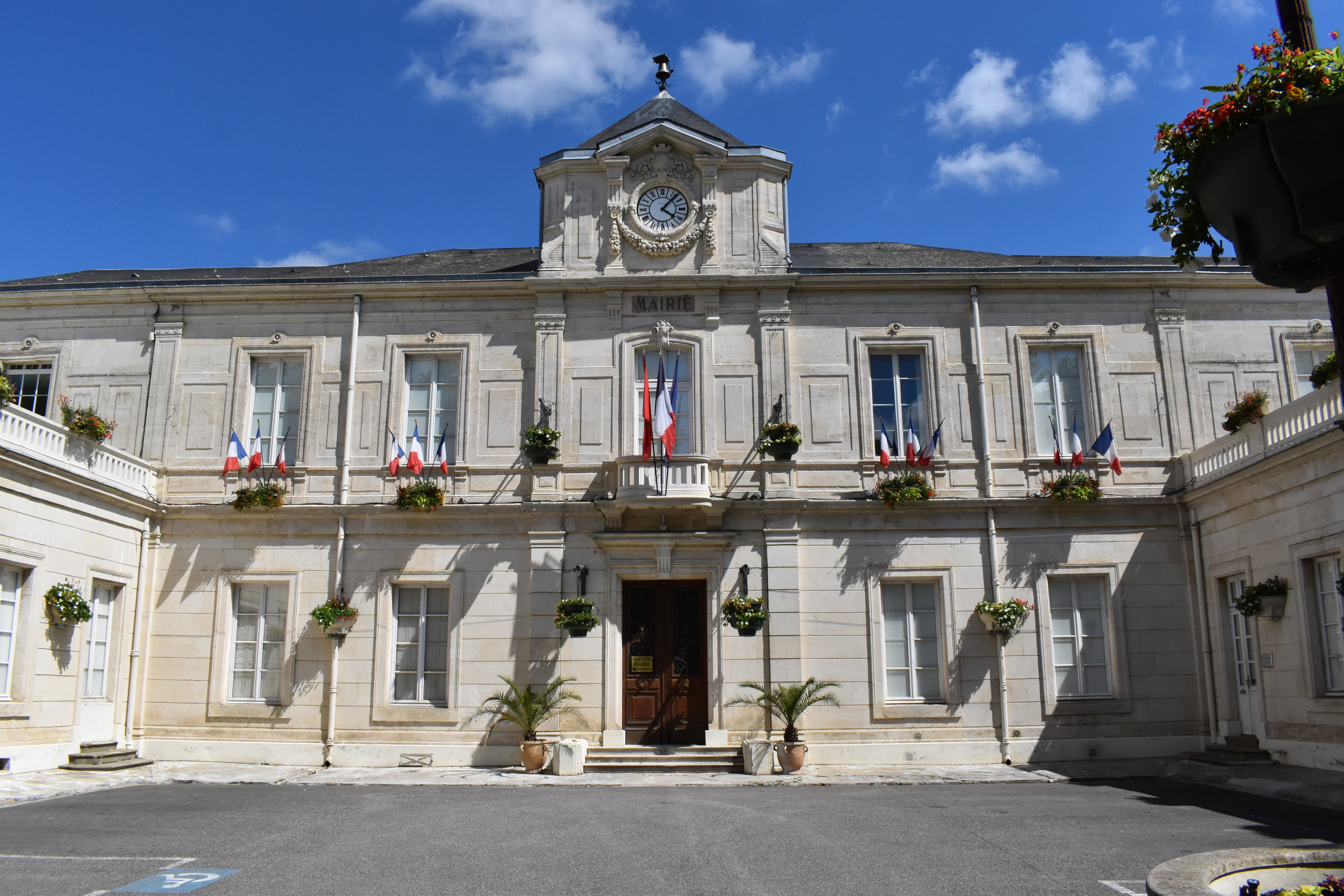
Stadhuis
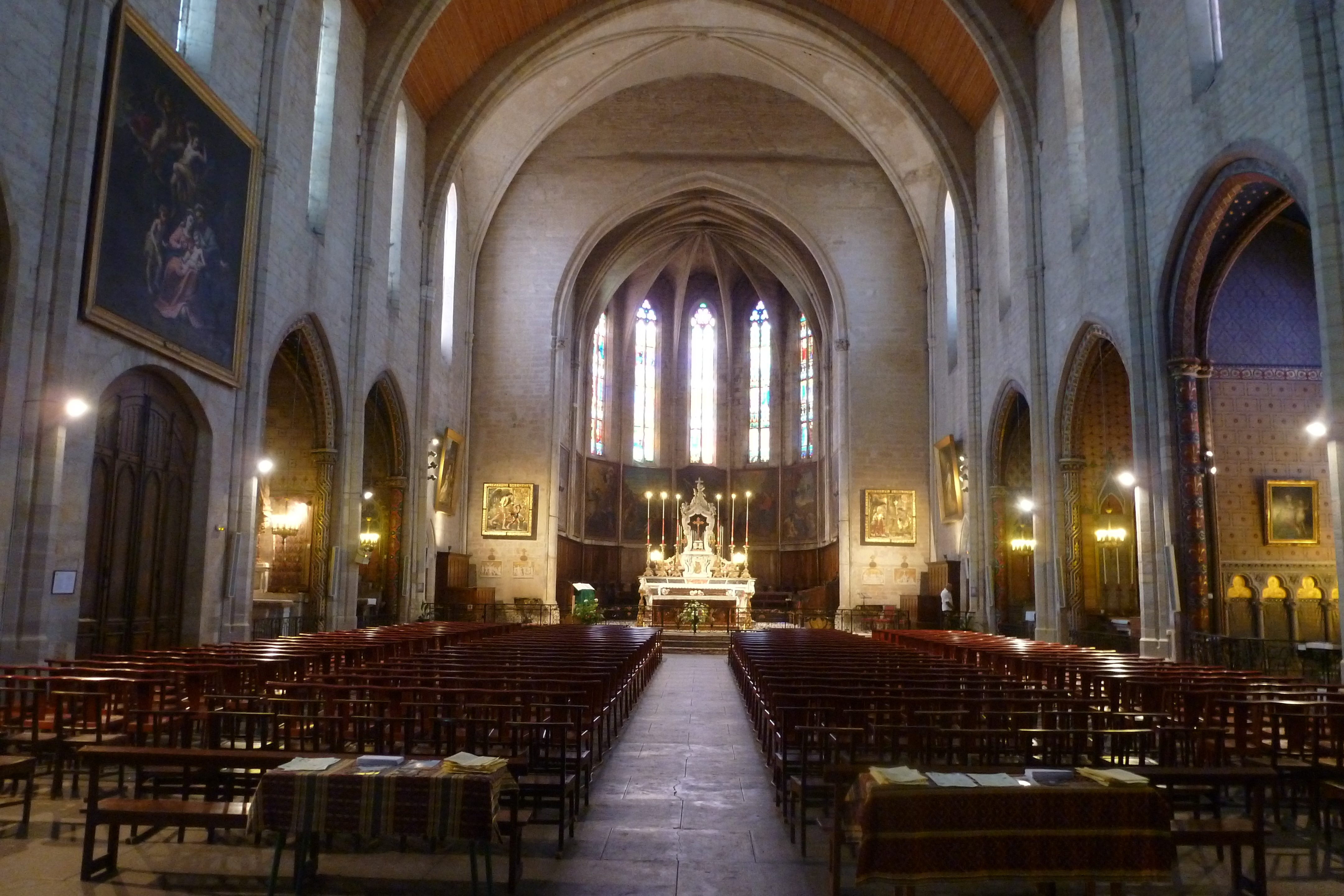
Interieur van de kerk Saint-Michel
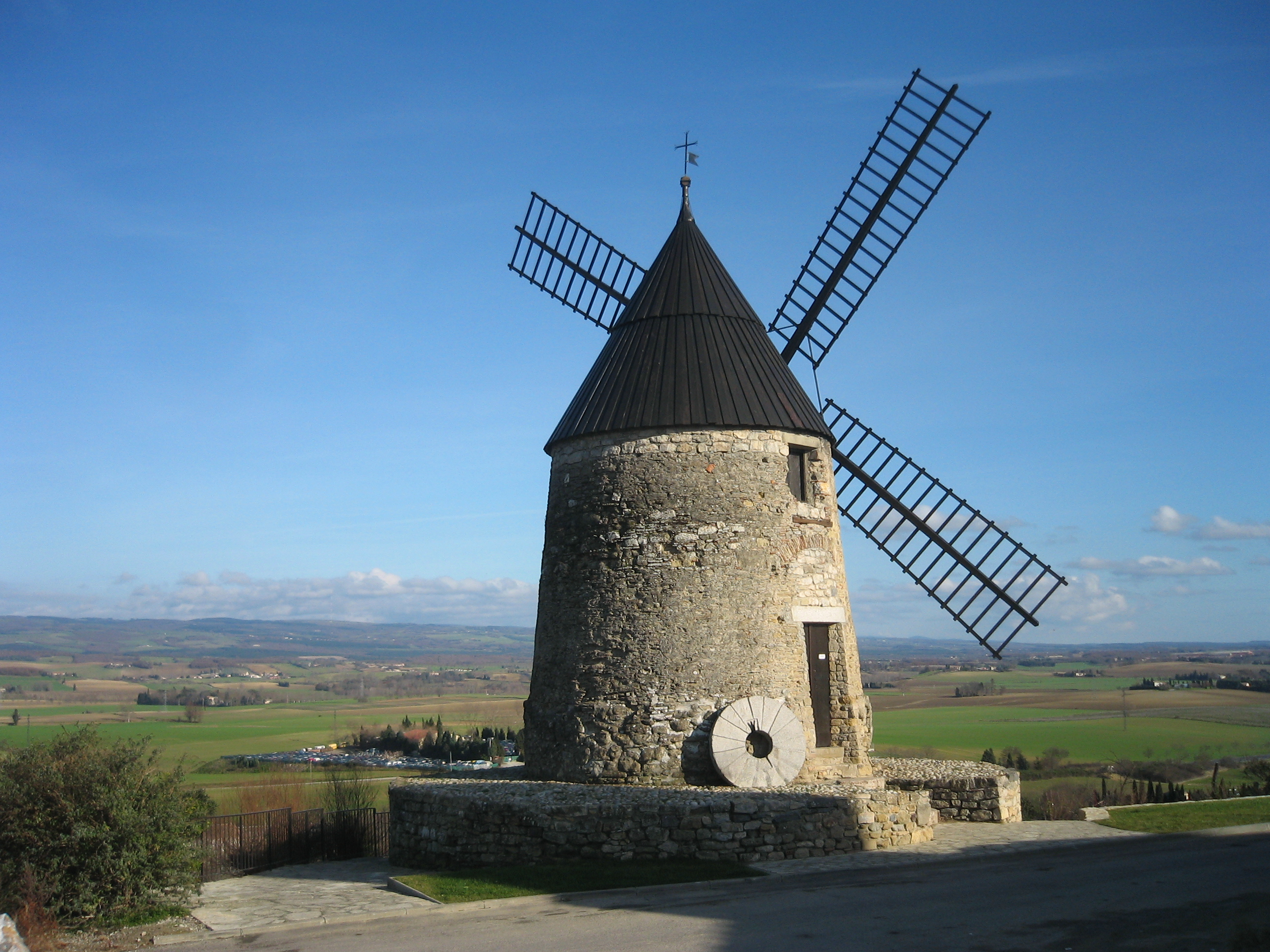
Moulin de Cugarel
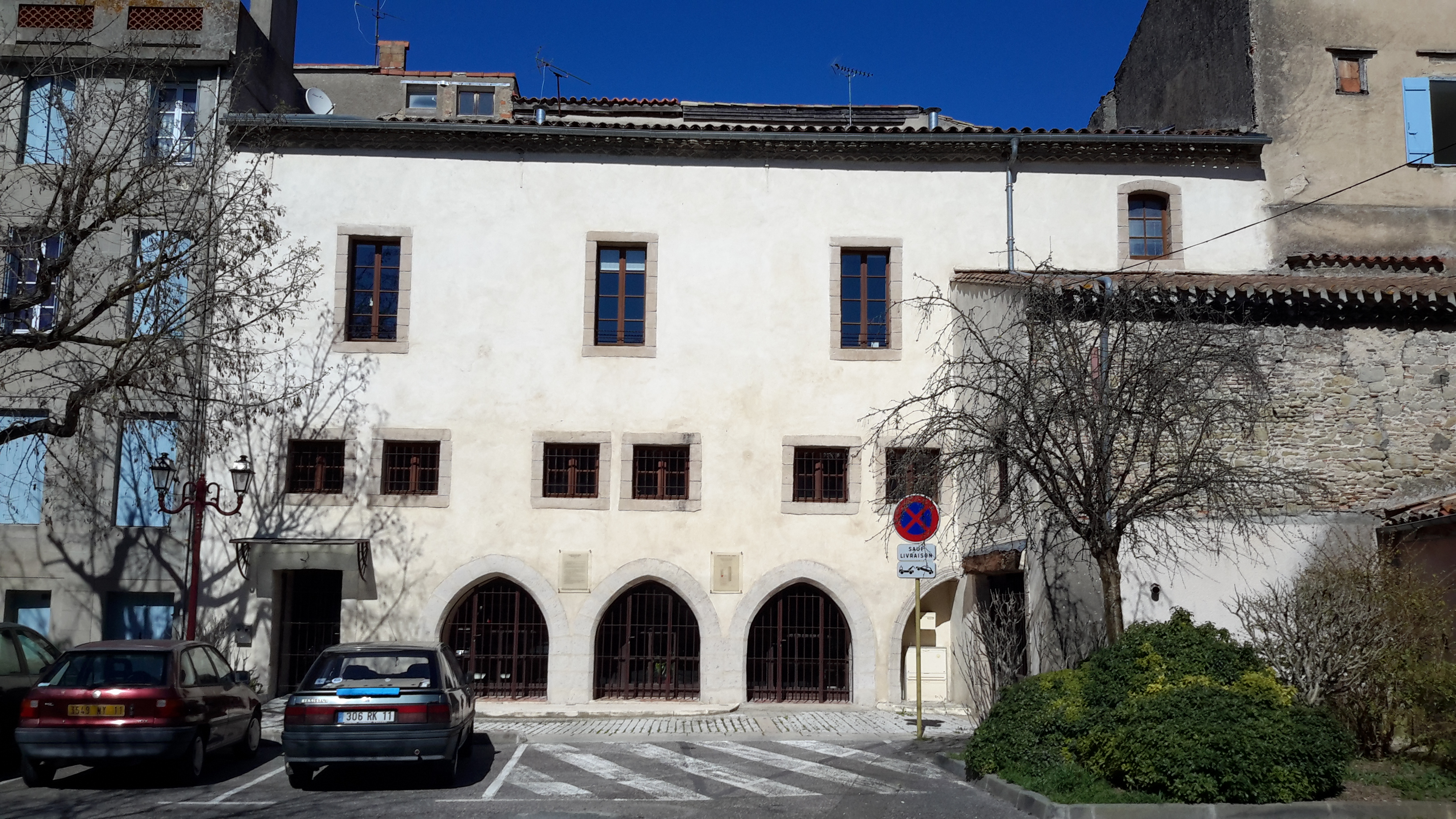
Couvent des Carmes
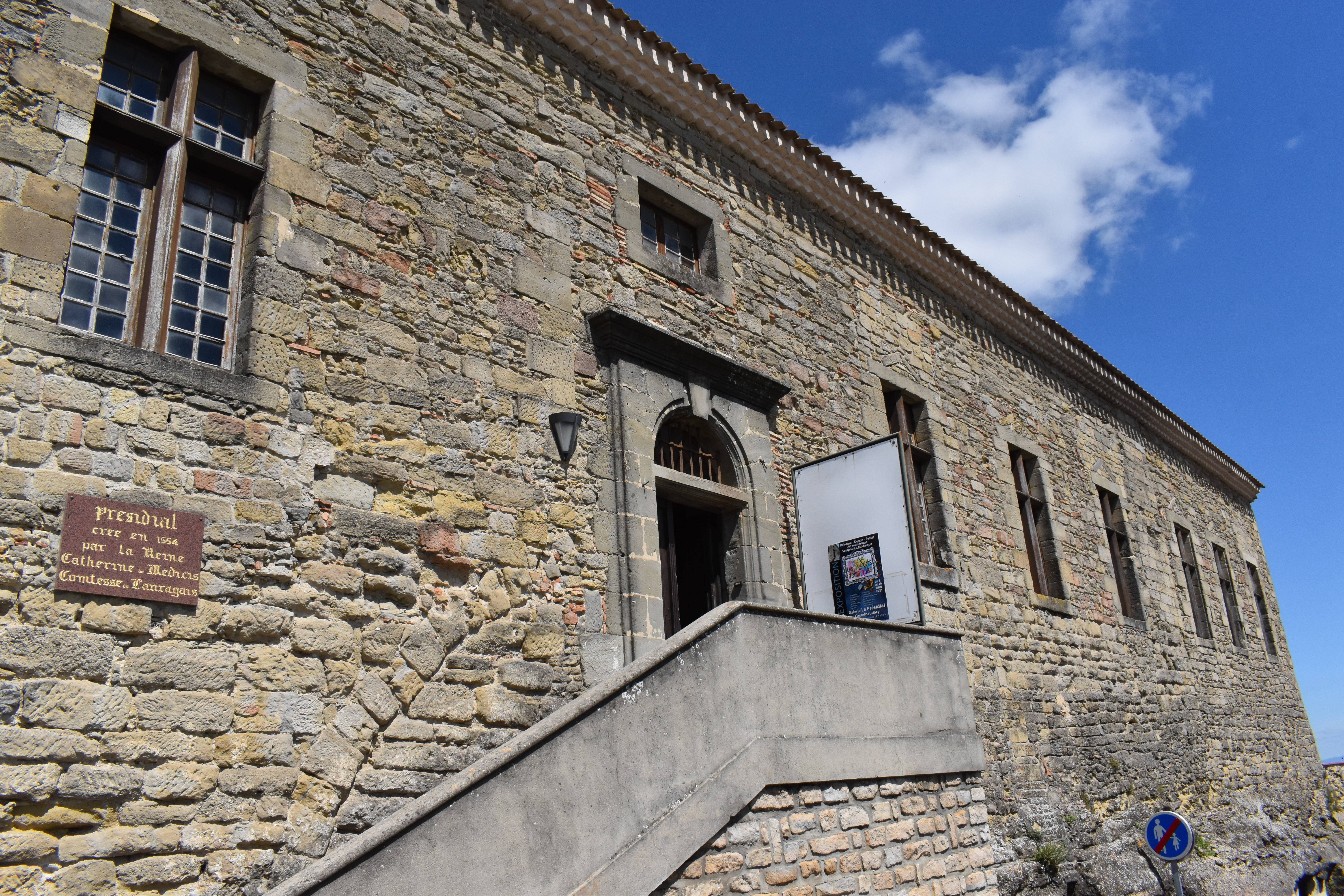
Musée du Lauragais

- Stadhuis
- Interieur van de kerk Saint-Michel
- Moulin de Cugarel
- Couvent des Carmes
- Musée du Lauragais

## Geboren
- Georges Canguilhem (1904-1995), filosoof